# Hemiceras astigma
Hemiceras astigma är en fjärilsart som beskrevs av Dyar 1908. Hemiceras astigma ingår i släktet Hemiceras och familjen tandspinnare. Inga underarter finns listade i Catalogue of Life.